# Foldit
FoldIt é um jogo de computador experimental sobre o enrolamento das proteínas, desenvolvido em colaboração com a Universidade de Washington e o departamento Computer Science and Engineering  e Bioquímica (diversas pessoas desenvolveram também o Rosetta@home). A primeira versão pública do jogo fora lançada em maio de 2008. FoldIt segue o princípio de ser um Jogo com um propósito, trazendo sempre paradigmas aos jogadores e, assim, faz do ato de joga-lo, uma colaboração para a resolução de problemas onde os computadores não conseguem resolver.
Em 2011, os jogadores on-line do FoldIt decifraram a estrutura cristalina de uma proteina retroviral M-PMV, que está diretamente relacionada com o vírus da AIDS. Os jogadores produziram um preciso modelo 3D da enzima em apenas 10 dias. Problema este que perpassou uma década sem que houvesse resolução. 